# Sehlingdorf
Sehlingdorf ist ein Ortsteil der Stadt Melle im Landkreis Osnabrück in Niedersachsen. Der Ort bildete bis 1972 eine Gemeinde im damaligen Landkreis Melle und gehört heute zum Meller Stadtteil Buer.

## Geographie
Der Ortsteil erstreckt sich westlich von Buer und ist bis auf einen kleinen Dorfkern an der Sehlingdorfer Straße mit verstreut liegenden Einzelhöfen besiedelt. Er wird in West-Ost-Richtung vom Oberlauf der Hunte durchquert und reicht im Norden bis an den Südhang des Wiehengebirges.

## Geschichte
Im Jahre 1223 wurde „Selincthorpe“ erstmals in einer Urkunde des Osnabrücker Bischofs erwähnt. Die Bauerschaft Sehlingdorf gehörte bis zu den Napoleonischen Kriegen zum Amt Grönenberg des Hochstifts Osnabrück. Von 1807 bis 1810 gehörte Sehlingdorf zum Kanton Buer des napoleonischen Satellitenstaats Königreich Westphalen. Von 1811 bis 1813 gehörte der Ort unmittelbar zu Frankreich und dort zur Mairie Buer im Arrondissement Osnabrück des Departements der Oberen Ems. 1814 kam Sehlingdorf zum Königreich Hannover und gehörte dort wieder zum Amt Grönenberg. 1867 fiel Sehlingdorf mit dem gesamten Königreich Hannover an Preußen und seit 1885 gehörte die Gemeinde zum Landkreis Melle. Innerhalb des Landkreises Melle gehörte Sehlingdorf zur Samtgemeinde Buer. Am 1. Juli 1972 wurde Sehlingdorf im Rahmen der Gebietsreform in Niedersachsen Teil der Stadt Melle.

## Einwohnerentwicklung
| Jahr | Einwohner | Quelle |
| ---- | --------- | ------ |
| 1871 | 247       | [ 3 ]  |
| 1910 | 222       | [ 4 ]  |
| 1939 | 173       | [ 5 ]  |
| 1950 | 303       | [ 6 ]  |
| 1961 | 197       | [ 6 ]  |
| 1970 | 193       | [ 6 ]  |

## Baudenkmale
In Sehlingdorf liegen mehrere Baudenkmale:
- Ein altes Hofgebäude Am Königskamp 6
- Der Bauernhof an der Sehlingdorfer Str 6
- Ein Heuerhaus an der Weidestraße 18
- Ein altes Hofgebäude an der Stuckenbergstraße 20